# Lee Hong-bin
Đây là một tên người Triều Tiên, họ là Lee.
Lee Hong-bin (tiếng Hàn: 이홍빈, sinh ngày 29 tháng 9 năm 1993) là một nam ca sĩ, diễn viên và người dẫn chương trình người Hàn Quốc, cựu thành viên nhóm nhạc nam Hàn Quốc VIXX. Anh bắt đầu sự nghiệp của mình vào năm 2014 trong bộ phim truyền hình lãng mạn của SBS có tựa Glorious Day trong vai Yoo Ji-ho. Anh là nam diễn viên chính trong phim hành động lãng mạn của KBS2 có tựa Moorim School: Saga of the Brave (2016) trong vai Wang Chi-ang. Năm 2017, anh thủ vai Yoon Jae-won trong hài kịch lãng mạn của SBS Plus có tựa Wednesday 3:30 PM.

## Tiểu sử
Hongbin sinh ra và lớn lên ở Jayang-dong, Seoul, Hàn Quốc. Gia đình anh gồm có anh, cha mẹ và hai người chị gái. Hongbin học nhạc kịch ở Đại học Phát thanh truyền hình Dong-ah. Lúc còn là đứa trẻ, anh đã ở trong chùa với bà của mình trước khi quay trở lại với cha mẹ ở Jayang-dong.

## Sự nghiệp

### 2012-2014: Ra mắt với VIXX và ra mắt diễn xuất
Hongbin là một trong mười thực tập sinh là thí sinh của chương trình thực tế sống còn MyDOL của Mnet và được chọn trở thành một phần của đội hình cuối cùng và nhóm nhạc nam sáu thành viên cuối cùng đã ra mắt với " Super Hero " vào ngày 24 tháng 5 năm 2012 trên M! Countdown. Trong MyDOL ; Hongbin đã góp mặt trong video âm nhạc "Let This Die" của Brian Joo và "Tease Me" của Seo In-guk.
Năm 2014, Hongbin được chọn tham gia bộ phim truyền hình tuần Glorious Day của đài SBS.

### 2015–2018: Sự nghiệp MC và diễn xuất vẫn tiếp tục
Vào ngày 3 tháng 3 năm 2015, Hongbin cùng với Jiyeon của T-ara và Zhou Mi của Super Junior-M với tư cách là MC trên chương trình SBS MTV 's The Show từ ngày 3 tháng 3 năm 2015 đến ngày 13 tháng 10 năm 2015. 
Vào tháng 9 năm 2016, Hongbin được chọn cùng với thành viên N của VIXX và Chanmi của AOA trong web drama What's Up With These Kids? được phát sóng trên Naver TV Cast vào ngày 16 tháng 11. 
Vào tháng 3 năm 2017, Hongbin đã tham gia một bộ phim truyền hình nhỏ hài hước 3:30 chiều thứ Tư trên đài SBS Plus . 
Năm 2018, Hongbin được chọn vào vai một học sinh trung học bị khiếm thính bẩm sinh trong bộ phim truyền hình 10 tập Shining Sounds của đài KBS , được phát sóng vào Ngày Người khuyết tật Quốc gia.  Cùng năm, anh tham gia bộ phim hài lãng mạn Witch's Love, và phim kinh dị thần bí The Smile Has Left Your Eyes . 

### 2019 – nay: Sự nghiệp âm nhạc, các chương trình tạp kỹ và việc rời khỏi VIXX
Vào ngày 10 tháng 7 năm 2019, Hongbin và Hyungwon của Monsta X đã phát hành một ca khúc hợp tác mang tên "Cool Love". 
Vào ngày 4 tháng 8 năm 2019, Hongbin được công bố là một trong những thành viên của chương trình truyền hình thực tế Mnet Love Catcher 2.
Vào ngày 7 tháng 8 năm 2020, Jellyfish Entertainment thông báo rằng anh ấy quyết định rời VIXX vì lý do cá nhân.

## Đời sống cá nhân
Hongbin nhập ngũ vào tháng 8 năm 2020 và xuất ngũ vào tháng 2 năm 2022 mà không trở lại nghĩa vụ theo Quy định COVID-19 của Bộ Quốc phòng Hàn Quốc.

## Các phim đã đóng

### Phim truyền hình
| Năm  | Chức vụ                          | Vai diễn        | Mạng          | Ghi chú                               |
| ---- | -------------------------------- | --------------- | ------------- | ------------------------------------- |
| 2013 | The Heirs                        | Bản thân anh ấy | Đài SBS       | Cameo với các thành viên VIXX (Tập 4) |
| 2014 | Glorious Day                     | Yoo Ji-ho       | Đài SBS       |                                       |
| 2015 | The Family Is Coming             | Lee Hong-bin    | Đài SBS       | Cameo (Tập 18)                        |
| 2016 | Moorim School: Saga of the Brave | Wang Chi-ang    | KBS2          |                                       |
| 2016 | What's Up With These Kids?       | Jin Si-hwan     | Naver TV Cast | Loạt web                              |
| 2017 | Wednesday 3:30 PM                | Yoon Jae-won    | SBS Plus      |                                       |
| 2018 | Shining Sounds                   | Joo Hyun-sung   | Đài KBS       |                                       |
| 2018 | Witch's Love                     | Hwang Jae-wook  | MBN           |                                       |
| 2018 | The Smile Has Left Your Eyes     | No Hee-joon     | tvN           |                                       |

### Chương trình
| Năm  | Chức vụ                       | Mạng    | Ghi chú                                                                  |
| ---- | ----------------------------- | ------- | ------------------------------------------------------------------------ |
| 2015 | The Show                      | SBS MTV | Đồng dẫn chương trình với Zhou Mi ( Super Junior-M ) và Jiyeon ( T-ara ) |
| 2015 | Let's Go! Dream Team Season 2 | KBS2    | Thí sinh, với Leo Ep 302                                                 |
| 2016 | Celebrity Bromance            | MBig TV | Diễn viên, với Gongchan                                                  |
| 2017 | Law of the Jungle in Komodo   | Đài SBS | Diễn viên                                                                |
| 2018 | Battle Trip                   | KBS2    | Thí sinh cùng N (Tập 91-93)                                              |
| 2019 | Love Catcher 2                | Mnet    | Diễn viên                                                                |

## Đĩa nhạc
| Năm  | Chức vụ                                | Vị trí biểu đồ đỉnh | Việc bán hàng | Album                 |
| ---- | -------------------------------------- | ------------------- | ------------- | --------------------- |
| 2019 | Make a Dream                           | -                   | -             | Legal High OST Part 6 |
| 2019 | Cool Love (với Hyungwon của Monsta X ) | -                   | -             | một đơn               |